# Awtodrom Czajka
Awtodrom Czajka, ukr. Автодром Чайка  – tor wyścigowy znajdujący się w Kijowie.

## Historia

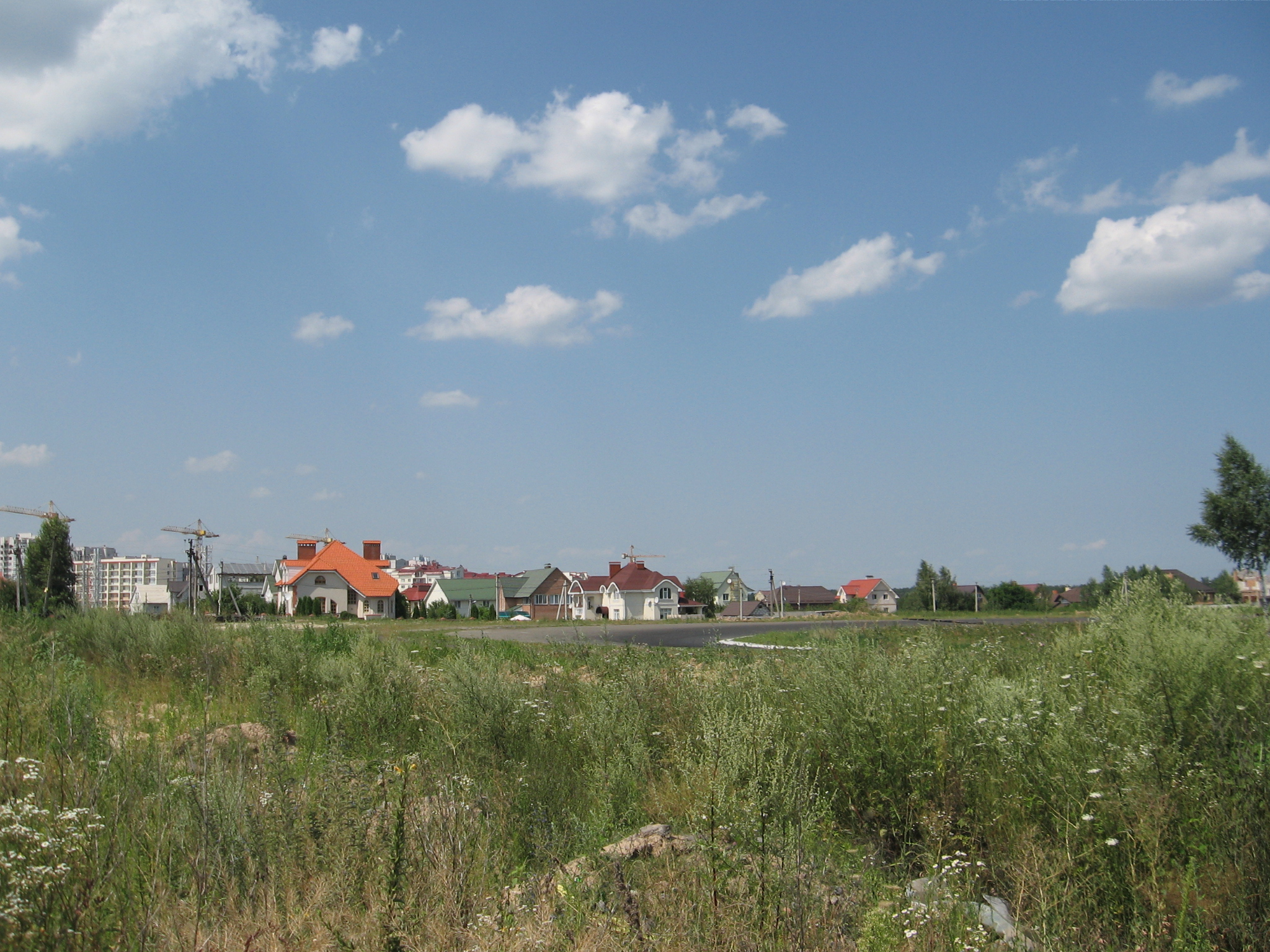
Fragment toru Czajka w 2009

Z uwagi na brak torów wyścigowych w Ukraińskiej SRR, pod koniec lat 60. DOSAAF wystąpił z inicjatywą budowy takiego obiektu. Ostateczny projekt kompleksu został zatwierdzony w 1971 roku, zaś dwa lata później rozpoczęto budowę. W połowie 1975 roku ukończono pierwszy etap budowy, obejmujący tor i niezbędną infrastrukturę. 27 czerwca tegoż roku rozegrano na kijowskim torze pierwsze zawody, obejmujące mistrzostwa Ukraińskiej SRR. 12 lipca po raz pierwszy na ukraińskim torze odbyły się mistrzostwa ZSRR. W następnych latach do obiektu dobudowano tory: żużlowy i kartingowy, a także nadano obiektowi nazwę „Czajka”, pochodzącą od pobliskiej wsi Czajky. Tor mógł mieć kilka konfiguracji, jednakże wyścigi odbywały się tylko na dużej pętli; mała pętla służyła tylko do testów. Trasa liczyła 4460 m długości i 12 m szerokości, a różnica wysokości wynosiła 10 m. Każdy zakręt o promieniu od 50 do 100 m był profilowany. Na całej długości tor był ogrodzony metalowymi barierami umieszczonymi wzdłuż krawędzi trasy, co wykluczało użycie Czajki w wyścigach motocykli. Do głównych wad kompleksu należały: nierówna nawierzchnia, osadzający się pył, brak trybun oraz odległe od prostej startowej miejsce do przygotowania sprzętu. W latach 1976 i 1978–1983 na torze rozgrywano wyścigi w ramach Pucharu Pokoju i Przyjaźni. Jednakże po śmierci Polaka Christiana Grochowskiego podczas zawodów w 1983 roku, organizację Pucharu w ZSRR przeniesiono na tor Biķernieki. Następnie stan toru zaczął się gwałtownie pogarszać. Niska jakość nawierzchni, a także słaba organizacja, zła jakość sędziowania i brak reklamy powodowały absencję widzów. W 1989 roku radziecka prasa poinformowała o planach przebudowy kompleksu, wliczając w to budowę toru klasy międzynarodowej, basenów i kortów tenisowych. Plany te nie wyszły poza fazę projektu. Mistrzostwa ZSRR rozgrywano na Czajce do 1991 roku.
Po rozpadzie ZSRR stan toru nadal się pogarszał. W 1998 roku stan dużej pętli był na tyle zły, że została ona zamknięta, a od tamtego czasu ścigano się wyłącznie na małej pętli. W tym samym roku dyrektorem kompleksu został kierowca wyścigowy Łeonid Protasow i od tamtego czasu sytuacja toru zaczęła się poprawiać. Pod koniec pierwszej dekady XXI wieku do małej pętli dobudowano nowy układ alei serwisowej i nowy zakręt, a dla widzów w ramach udogodnień otwarto nowe trybuny, kawiarnię i hotel.

## Zwycięzcy w Pucharze Pokoju i Przyjaźni
| Sezon | Kierowca         | Samochód         |
| ----- | ---------------- | ---------------- |
| 1976  | Madis Laiv       | Estonia 18M-Łada |
| 1978  | Wolfgang Günther | SEG III-Łada     |
| 1979  | Václav Lim       | Avia AE2-Łada    |
| 1980  | Václav Lim       | Avia AE2-Łada    |
| 1981  | Jiří Moskal      | MTX 1-03-Łada    |
| 1982  | Ulli Melkus      | MT 77-Łada       |
| 1983  | Václav Lim       | Avia AE3-Łada    |